# Cherax destructor
Cherax destructor (Clark, 1836) è un crostaceo d'acqua dolce, della famiglia degli Parastacidae, originario del continente australiano.